# 1972 en aéronautique
Chronologie de l'aéronautique
- 1968
- 1969
- 1970
- 1971
- 1972
- 1973
- 1974
- 1975
- 1976

Cet article présente les faits marquants de l'année 1972 en aéronautique.

## Événements
- 23 février : premier vol de l'avion néo-zélandais PAC CT/4 Airtrainer.

- 3 mars : lancement de la sonde américaine Pioneer 10 destinée à sortir du système solaire.
- 27 mars : lancement de la sonde soviétique Venera 8 à destination de Vénus.

- 1er avril : BOAC et BEA fusionnent pour donner naissance à British Airways.
- 18 avril: Incendie des ateliers Centre-Est Aéronautique à Darois.
- 16 - 27 avril : la mission Apollo 16 amène pour la cinquième fois des astronautes sur la Lune.

- 10 mai : premier vol du Fairchild A-10 Thunderbolt II.
- 26 mai : la société Cessna annonce la livraison de son 100 000e appareil.

- 12 juin : accident du vol 96 American Airlines à Windsor (Ontario).
- 18 juin : le vol 548 British European Airways s’écrase juste après son décollage de l’aéroport de Londres-Heathrow tuant les 118 personnes à son bord.
- 20 juin : grève mondiale de pilotes qui réclament plus de sécurité en raison des actions terroristes nombreuses.
- 21 juin : le français Jean Boulet bat le record du monde d'altitude en hélicoptère en atteignant 12 442 m à bord d'un Aérospatiale SA 315B Lama dont il est toujours détenteur[1].

- 22 juillet : atterrissage de la sonde Venera 8 sur le sol de Vénus qui envoient des données vers la Terre.
- 23 juillet : lancement du premier satellite d'observation des ressources terrestres baptisé ultérieurement Landsat 1.
- 27 juillet : premier vol du prototype de chasseur américain McDonnell Douglas F-15 Eagle.

- 13 octobre : accident du Vol 571 Fuerza Aérea Uruguaya. Un avion uruguayen s’écrase dans la cordillère des Andes avec 45 personnes à bord. Les 16 survivants reconnaîtront avoir pratiqué l’anthropophagie pour survivre.
- 26 octobre : décès d'Igor Sikorsky.
- 28 octobre : premier vol de l'Airbus A300, premier avion du constructeur européen Airbus.
- 31 octobre : le prototype n°01 du Dassault Falcon 10 s'écrase tuant les deux pilotes d'essai.

- 7 au 19 décembre : mission Apollo 17, la dernière à emmener des hommes sur la Lune.
- 23 décembre : décès d'Andreï Tupolev.
- 29 décembre : un Lockheed L-1011 de la compagnie Eastern Air Lines (vol 401) s'écrase près de Miami avec 176 personnes à son bord. On dénombrera 103 victimes. L'accident est dû à une panne mécanique.

- Invention du deltaplane (Aile Rogallo).